# Raionul Mariupol, Donețk
Mariupol (în ucraineană Маріупольський район, transliterat: Mariupolskîi raion) este un raion în regiunea Donețk, Ucraina. Are reședința la Mariupol.
Are o suprafață de 2.634,2 km². Populația este de 521.100 locuitori, determinată în 2020.